# Куллин 4A
 Куллин 4A  — белок, кодируемый  у человека геном  CUL4A .  CUL4A принадлежит к куллиновому семейству белков убиквитинлигазы и высоко гомологичен белку CUL4B. CUL4A регулирует многочисленные ключевые процессы, такие как репарация ДНК, ремоделирование хроматина, сперматогенеза, кроветворения и митотического клеточного цикла. В результате CUL4A был вовлечен в несколько раковых заболеваний и в патогенез некоторых вирусов, включая ВИЧ .

## Структура
Белок CUL4A имеет длину 759 аминокислот и образует расширенную, жесткую структуру, состоящую преимущественно из альфа-спиралей. N-концом CUL4A связывается с бета-пропеллером адаптерного белка DDB1, который взаимодействует с многочисленными факторами, ассоциированными с DDB1-CUL4 (DCAF(ами)). В результате, N-конец имеет решающее значение для рекрутирования субстратов для комплекса убиквитинлигазы. В конце С-конца, CUL4A взаимодействует с белком RBX1/ROC1 через его RING-домен. RBX1 является основным компонентом комплекса куллин-RING убиквитинлигазы (CRL) и рекрутирует  E2 убиквитин-конъюгирующие ферменты. Таким образом, С-конец CUL4A - вместе с RBX1 и активированными ферментами Е2 —  каталитическое ядро комплекса CRL4. CUL4A также модифицируется путём ковалентного присоединения молекулы NEDD8 к высоко консервативному остатку лизина в С-концевой области. Эта модификация, по-видимому, вызывает конформационные изменения, которые стимулируют гибкость в RING-домене белков куллин и повышенную активность убиквитинлигазы.
В целом, комплексы CRL4A имеют модульную структуру, которая позволяет  сложное регулирование клетки и влияние на многочисленные субстраты и процессы в клетке. Хотя отдельные части изменяются, все основные куллин убиквитинлигазы обладают этими свойствами.

## Функции

### Повреждения и репарация ДНК
Адаптерный белок DDB1 изначально характеризуется как большая субъединица гетеродимерного комплекса (UV-DDB), который служит для распознания поврежденний ДНК и участие в виде репарации, известной как эксцизионная репарация нуклеотидов (NER). Меньшая субъединица этого связывающего повреждения ДНК белкового комплекса известна как DDB2 и способна связывать непосредственно повреждения ДНК, связанные с УФ-облучением. DDB2 является белком DCAF и одновременно убиквитинированным субстратом комплекса CRL4, а также служит в качестве лигазы белка E3 для других субстратов, таких как XPC и гистонов (см. следующий раздел) вблизи места повреждения.  Из-за его убиквитинирования повреждений ДНК и способности опознания белков DDB2 и XPC, CUL4A был описан как негативный регулятор активности NER. В дополнение к «глобальному» типу NER, комплекс CRL4A также, кажется, играют роль  «транскрипционной пары» NER совместно с белком ERCC-8.  Комплексы CRL4A, по всей видимости, были активированы  определенными типами повреждений ДНК (особенно, УФ-облучение) и некоторые субстраты  убиквитинированны после индукции повреждения ДНК.

### Ремоделирование хроматина
Роль CUL4A в модификации хроматина во многом связана с репарационной деятельностью ДНК и происходит после индукции повреждения ДНК. Как CUL4A так и его тесно связанный гомолог CUL4B могут убиквитинировать гистоны H2A, H3 и H4. Гомологи дрожжей CUL4A, Rtt101 убиквитинируют гистоны H3 и способствуют сборке нуклеосом;  комплекс CRL4A выполняет аналогичные функции и в клетках человека. Комплексы CRL4 также влияют на события метилирования гистонов и структуры хроматина посредством регулирования метилтрансфераз гистонов.  Монометилаза гистонов SETDT8 убиквитинируется  комплексом хроматина CRL4 (Cdt2) в S-фазе и последующим повреждением ДНК PCNA-зависимым образом.

### Регулирование клеточного цикла и репликации ДНК
Комплексы CRL4A регулируют вход в фазу синтеза ДНК, или S-фазу митотического цикла, регулируя уровни экспрессии  лицензирования фактора репликации белка Cdt1 и ингибитора циклин-зависимой киназы р21 . В обоих случаях, CRL4A использует Cdt2 как DCAF, связывая оба субстрата PCNA-зависимым образом. В невозмущенной прогрессии клеточного цикла, убиквитинирование и подавления этих белков комплексом CRL4ACdt2 происходит в начале репликации ДНК. Повреждение ДНК, такие как вследствие УФ-облучения, также индуцирует CRL4ACdt2 на опосредованное уничтожение этих белков. Интересно, что оба субстрата также регулируется комплексом CRL4ACdt2 .
CRL4-опосредованное разрушение р21 снимает ингибицию циклина E - CdK2 и стимулирует вхождение в S-фазу. Потеря экспрессии Cdt2 увеличивает экспрессию р21 в клетках и стабилизирует p21 после УФ-облучения. CUL4A  удаляет результаты задержки вступления в S-фазу в мышиных эмбриональных фибробластах, которых спасли от удаления p21.
После стимуляции иннициации эукариотической репликации ДНК в точке начала репликации, Cdt1 инактивируется джеминином и целевыми деградациями  комплексами SCFSkp2 и CRL4Cdt2. Экспрессия Cdt1 стабилизируется РНК-интерференционно-опосредованным ударом DDB1 или обоих, как CUL4A так и CUL4B, который предполагает избыточные или перекрывающие функции обоих CUL4 белков для регулирования Cdt1. Только снижение экспрессии джеминина (англ. Geminin) кажется, может вызвать повторную репликацию в сверхэкспрессирующих Cdt1 клетках.

### Гемопоэз
Комплексы CRL4A появляются для индуцировния деградации многочисленных членов транскрипционного семейства НОХ, которые являются необходимыми регуляторами гемопоэза. Первый член семейства HOX, который был определен в качестве цели CRL4A-опосредованной деградации — HOXA9, очень важный для поддержания гемопоэза стволовых клеток и был вовлечен в подгруппу миелоидных лейкозов.  Дегрон HOXA9 расположен в пределах гомеодомена, что имеет решающее значение для связывания ДНК. Исследования выравнивания последовательности показали, что существует высоко консервативный мотив «LEXE» внутри одной спирали гомеодомена. Когда несколько аминокислот в пределах этого мотива мутировали, НОХВ4 стали устойчивыми к CRL4A-опосредованной деградации.  Рецептор субстрата или DCAF, необходимый для деградации белка HOX, остаётся неизвестным.

### Сперматогенез и мейоз
Ген Cul4a необходим для нормального сперматогенеза и мейоза в мужских половых клетках мышей. Мужские особи с дефицитом   Cul4a   производят аномальную сперму и бесплодны. Хотя как CUL4A так и CUL4B экспрессируются в мужских гаметах, CUL4A высоко экспрессируется в пахитене и диплотене. Именно на этих этапах дефицит CUL4A мужских половых клеток демонстрируют высокий уровень апоптоза, неправильной репарации ДНК и накопление субстрата CRL4 — Cdt1.

## Нарушение регуляции

### Рак
CUL4A  усиливается в от 3 до 6% определенных карцином в том числе:. молочной железы, матки, легких, желудка и колоректального рака. CUL4A также мутируется или усиливается в около 4% меланомы (хотя мутации носят распределеный характер и отдельные мутации возникают спонтанно).
В мышиных моделях,  Cul4a  приводит к потрясающему результату, выражающемуся в устойчивости к УФ-индуцированному канцерогенезу кожи. Сверхэкспрессия Cre-индуцированного  Cul4a  в легочной ткани мыши способствовало гиперплазии.
Из-за наблюдаемого усиления  CUL4A  в нескольких карциномах и тот факт, что комплексы CRL4 нацелены на несколько репараций ДНК и генов опухолевых супрессоров, CUL4A можно считать онкогеном в некоторых контекстах.

### Вирусный патогенез
Благодаря прочной экспрессии (в частности, в процессе репликации ДНК) и модульной природе, комплексы CRL4A могут быть кооптированы или «захвачены» для стимуляции пролиферации вируса в клетках млекопитающих.
Некоторые парамиксовирусы блокируют отклик интерферона в клетках путём захвата STAT1 и нарушения сигнализации. Белок V обезьяньего вируса 5 действует как рецептор субстрата и моста взаимодействия между DDB1 и STAT белками (структура комплекса CRL4ASV5V на фото на вставке) - тем самым вызывая убиквитинирование STAT1 и деградацию.
DCAF1 также называют VPRBP из-за его взаимодействия с белком ВИЧ-1 Vpr. Хотя DCAF1/VPRBP кажется, играет решающую роль в подавлении опухоли, репликации ДНК и эмбриональном развитии, ВИЧ-1 «захватывает» комплекс убиквитинлигазы,  индуцируя арест клеточного цикла в фазе G2.  CRL4ADCAF1-Vpr вызывает убиквитинирование ядерной изоформы урацил-ДНК гликозилазы.  ВИЧ-2 также, кажется, использует CRL4ADCAF1 с помощью белка Vpx, индуцированного разрушением лентивирусом ингибирования дезоксинуклеозидтрифосфогидролазы,  именуемой SAMHD1.

## Взаимодействия и субстраты
CUL4A xеловека напрямую взаимодействует с:
- DDB1[англ.][35],
- RBX1[англ.][36][37],
- CAND1[англ.][38] и
- Сигналосома COP9[39].

Комплексы CUL4A-DDB1-RBX1 человека способствуют убиквитинированию:
- DDB2[англ.][40],
- XPC[англ.][5][7],
- р21[16][41],
- CDT1[англ.][17][18],
- HOXA9[англ.][20],
- НОХВ4[англ.][19],
- SETD8[англ.][13][14][15],
- STAT1†[26][27],
- UNG2[англ.]†[31][32],
- SAMHD1[англ.]†[33][34].

† белок субстрат CRL4A, только когда управляется вирусным белком.